# Непростимо (теленовела, 1975)
Непростимо (на испански: Lo imperdonable) е мексиканска теленовела, режисирана от Алфредо Салданя и продуцирана от Ернесто Алонсо за Телевиса през 1975 г. Теленовелата е създадена от мексиканската писателка Каридад Браво Адамс, базирайки се на едноименния си роман, Lo imperdonable, и адаптирана от нея и Фернанда Вийели.
В главните роли са Ампаро Ривейес, Армандо Силвестре и Рохелио Гера, а в отрицателните - Ракел Олмедо и Марилу Елисага.

## Сюжет
Главната героиня е Алехандра Фонсека, домакиня, която живее в Сан Кристобал със семейството си, което се състои от съпруга ѝ, Маурисио Фонсека, който е адвокат, децата им, Едуардо и Глория, строгата ѝ свекърва, доня София, зълва ѝ, Сара, и Росалия, икономката на семейството.
Животът на Алехандра е сив и тъжен, защото се чувства депресирана и потисната от семейството си, което не показва никаква сплотеност, Маурисио се отнася студено към нея, а доня София я мрази.
Един ден Алехандра случайно разбира, че Сара ще избяга с любовника си Рикардо. За да запази честта на своята зълва, Алехандра отива на гарата, където Сара и Рикардо имат уговорена среща. Сара закъснява, а влакът потегля, като Алехандра се опитва да убади Рикардо да остави зълва ѝ. Влакът обаче претърпява инцидент, Рикардо умира, а Алехандра губи паметта си.
След като научава за инцидента, цялото семейство я смята за мъртва и вярват, че тя е била тази, която е избягала с любовника си. От малодушие Сара решава да мълчи и да скрие истината. По-късно Маурисио се жени за злата Берта Дувал, приятелка на семейството, която винаги е била влюбена в него.
Междувременно, Алехандра се лута безцелно, но е спасена от добрия д-р Рейна. Тъй като никой от двамата не знае името ѝ, той я кръщава Андреа Рейна. След време Алехандра (вече Андреа) се запознава с Алваро, театрален импресарио, който се влюбва в нея. Двамата заминават за Буенос Айрес, където тя триумфира като актриса.
Петнадесет години по-късно, Алехандра се завръща в град Мексико, превърнала се вече в успешна актриса, придружена от своята приятелка и помощничка Суси. Андреа е напът да се омъжи за Алваро, когато изведнъж възвръща паметта си и си спомня името и семейството си, което решава да потърси. Алваро е разочарован, но въпреки това решава да я спечели, защото тя е единствената жена, която някога е обичал.
Алехандра се събира отново с децата си, които вече са пораснали, и малко по малко си спомня миналото. Едуардо е адвокат като баща си и годеник на модела Соня, а Глория е годеница на Ернесто, кръщелник на мафиота Виктор Анхелини. Алехандра ще трябва да се бори усилено, за да навакса за изгубените години, а също и за да съгради едно бъдеще, по-щастливо от миналото си.

## Актьори
- Ампаро Ривейес - Алехандра Посада де Фонсека / Андреа Рейна
- Армандо Силвестре - Маурисио Фонсека Алварес дел Кастийо
- Рохелио Гера - Алваро
- Ракел Олмедо - Берта Дувал
- Енрике Алварес Феликс - Едуардо Фонсека Посада
- Сусана Досамантес - Анхела Фонсека Посада
- Марилу Елисага - Доня София Алварес дел Кастийо вдовица де Фонсека
- Норма Ласарено - Сара Фонсека Алварес дел Кастийо
- Алфредо Леал - Артуро Рей
- Мигел Мансано - Д-р Рейна
- Ектор Бония - Ернесто
- Саша Монтенегро - Соня
- Емилия Каранса - Росалия Ерика Салас
- Глория Майо - Нели Фарка
- Пилар Пелисер - Адриана
- Сусана Кабрера - Суси
- Милтон Родригес - Виктор Анхелини
- Серхио Бариос - Адвокат Кано
- Атилио Маринели - Алберто
- Карлос Флорес - Ектор
- Алисия Паласиос - Мария
- Луси Товар - Лусия
- Алфонсо Меса - Д-р Рикардо Луна
- Алберто Инсуа - Д-р Естрада
- Едит Гонсалес - Глория (дете)
- Хуан Хосе Мартинес Касадо - Едуардо (дете)
- Патрисия де Морелос - Мадам Колинс
- Силвия Манрикес
- Луис Урибе

## Премиера
Премиерата на Непростимо е през 1975 г. по Canal 2.

## Адаптации
- Винаги ще те обичам, мексиканска теленовела от 2000 г., продуцирана от Хуан Осорио за Телевиса, с участието на Лаура Флорес, Фернандо Карийо, Артуро Пениче и Алехандра Авалос.
- Непростимо, мексиканска теленовела от 2015 г., режисирана от Моника Мигел и продуцирана от Салвадор Мехия за Телевиса, с участието на Клаудия Рамирес, Марсело Букет и Гилермо Гарсия Канту. Сюжетът се слива с La mentira и Tzintzuntzán, la noche de los muertos, чийто автор на историите е Каридад Браво Адамс.